# كارولين إليس (ممثلة)
كارولين إليس (بالإنجليزية: Caroline Ellis)‏ هي موسيقية وممثلة بريطانية، ولدت في 12 أكتوبر 1950 في لندن في المملكة المتحدة.

## وصلات خارجية
- كارولين إليس (ممثلة) على موقع IMDb (الإنجليزية)
- كارولين إليس (ممثلة) على موقع قاعدة بيانات الفيلم (الإنجليزية)